# Team Northumbria (pallavolo maschile)
Il Team Northumbria è stata una società pallavolistica maschile inglese con sede a Newcastle upon Tyne: militava nel campionato inglese.

## Rosa 2017-2018
| N° | Nome                | Ruolo | Data di nascita   | Nazionalità sportiva |
| -- | ------------------- | ----- | ----------------- | -------------------- |
| -  | Kieran Sowden       | P     | 17 agosto 1990    | Inghilterra          |
| -  | Adam Bradbury       | S     | 22 agosto 1991    | Inghilterra          |
| -  | Andrew Clayton      | -     | 10 dicembre 1993  | Inghilterra          |
| -  | Liam Jenkinson      | S/O   | 10 agosto 1992    | Inghilterra          |
| -  | Nathan Fullerton    | S/O   | 20 agosto 1997    | Inghilterra          |
| -  | Daniel Sach         | P     | 5 gennaio 1999    | Inghilterra          |
| -  | Matthew White       | C     | 5 agosto 1997     | Inghilterra          |
| -  | Alex Ukkelberg      | S     | -                 | Stati Uniti          |
| -  | Daniel Starkey      | S     | 22 luglio 1993    | Stati Uniti          |
| -  | Daniel Kingstad     | C     | -                 | Stati Uniti          |
| -  | Federico Pagliara   | P     | -                 | Italia               |
| -  | Óscar González Sola | -     | 14 settembre 1989 | Spagna               |
| -  | Matthieu Outwaite   | L     | 9 dicembre 1998   | Irlanda del Nord     |
| -  | Paul Kjos           | S/O   | 23 gennaio 1986   | Canada               |

## Palmarès
- Campionato inglese: 2

2014-15, 2017-18
- Coppa d'Inghilterra maschile: 2

2013-14, 2014-15